# Verwaltungsgemeinschaft Menteroda
Die Verwaltungsgemeinschaft Menteroda lag im thüringischen Unstrut-Hainich-Kreis.

## Gemeinden
- Kleinkeula
- Menteroda, Verwaltungssitz
- Obermehler
- Sollstedt
- Urbach

## Geschichte
Die Verwaltungsgemeinschaft wurde am 27. Mai 1992 gegründet. Die Auflösung erfolgte am 31. Juli 1996. Mit Wirkung zum 1. August 1996 wurde aus den Mitgliedsgemeinden Kleinkeula, Menteroda, Sollstedt und Urbach die neue Gemeinde Menteroda gebildet. Die Gemeinde Obermehler schloss sich der Fusion nicht an, wodurch die Stadt Schlotheim die erfüllende Gemeinde für sie wurde.